# 초코어족
초코어족(Choco, Chocoan)은 파나마와 콜롬비아에 걸쳐 분포한 아메리카 원주민 언어들이 이루는 어족이다.

## 분류
초코어족의 분파는 6개가 알려져 있으나 엠베라어와 와우난어 외에는 모두 이미 사멸한 것으로 추정된다.
- 엠베라어(Emberá): 협의의 초코어(Chocó)로도 알려져 있다.
- 와우난어(Wounaan, Waunana, Woun Meu): 노아나마어(Noanamá)라고도 한다.
- 안세르마어(Anserma)†
- 아르마어(Arma)†: 자료 부족.
- 시누파나어(Sinúfana)†: 화자가 거의 없거나 사멸했다.
- 카라만타어(Caramanta)†: 안세르마어의 방언.

엠베라어는 어느 정도 상호 의사소통성이 있는 북부와 남부의 두 방언군으로 이루어진 방언연속체로서, 주로 콜롬비아에 분포하며 화자는 6만 명이 넘는다. 에스놀로그에서는 이를 6개 언어로 세분한다. 촐로어(Cholo)라고도 하나 Kaufman (1994)에 의하면 이는 모호하고 경멸적인 표현이다. 와우난어(노아나마어)는 파나마-콜롬비아 국경지대에 약 6천 명의 화자가 있다. 엠베라족과 와우난족은 종종 "초코"(Chocó)라는 명칭으로 함께 통칭된다.

## 같이 보기
- 초코인(Chocó, Embera-Wounaan)
- 킴바야(Quimbaya)